# Rosmit Mantilla
Pour les articles homonymes, voir Mantilla.
Rosmit Mantilla est un homme politique vénézuélien, né à Petare le 13 décembre 1982. Il est élu député à l'Assemblée nationale du Venezuela à l'élection parlementaire de 2015.

## Biographie
Rosmit Mantilla est un militant pour les droits de la communauté gay, lesbienne, bisexuelle, transgenre et intersexuée (LGBTI) et appartient au  parti d’opposition Voluntad Popular de centre gauche. Soupçonné d’avoir financé les manifestations de 2014 ou d'avoir recueilli des fonds pour son parti, il est arrêté le 2 mai 2014 par les services de renseignements de Caracas. Alors qu'il est encore emprisonné, il élu député pour l'État de Táchira puis libéré en novembre 2016 après une forte mobilisation d'organisations de défense des droits de l'Homme et du Vatican,,. Après sa libération, il déclare avoir subi et observé des tortures physiques et psychologiques ; le quotidien français Libération confirme qu'il a été torturé.

## Prises de position
Après les prises de position d'une partie de la gauche européenne qui vante la révolution bolivarienne, il invite ces politiques à venir constater eux-mêmes l'état du pays, alors qu'il est envoyé en Europe en août 2017 par la commission des Affaires étrangères de l'Assemblée nationale du Venezuela en servant de porte-voix à l'opposition vénézuélienne. Afin de quitter le pays, tandis que les députés d'opposition se voient régulièrement confisquer leur passeport, il déclare avoir déjoué les services d'immigration sans être reconnu et après avoir indiqué être styliste.
Dans les propos recueillis par le journaliste François-Xavier Gomez pour Libération, il rappelle être ouvertement gay, et lié politiquement à la députée vénézuélienne trans Tamara Adrián élue durant la même mandature. À ce sujet, il dit préparer un projet de loi pour l'union civile pour tous et la réassignation d'identité pour les personnes trans.
Dans une lettre ouverte publiée le 29 janvier 2019 dans Le Point et reprise par d'autres sites Internet, à l'homme politique français Jean-Luc Mélenchon de La France insoumise, il exprime sa surprise quant au soutien  de leader politique au gouvernement de Nicolás Maduro et pose un grand nombre de questions pour décrire l'état de son pays en dénonçant la malnutrition, la misère économique, l'absence totale de médicaments, notamment pour les patients atteints du Sida, l'assassinat, la détention et la torture de plus de 600 prisonniers politiques tout en dénonçant le chef de l'État vénézuélien qu'il qualifie de « figure du plus grand cartel de narcotrafic et de corruption de l'histoire politique de tous les pays » et invite personnellement l'homme à venir avec lui constater la situation sans le soutien financier et logistique dont il l'accuse d'avoir bénéficié lors de sa venue en 2012.